# 福屋隆兼
福屋 隆兼（ふくや たかかね）は、戦国時代の武将。石見国那賀郡本明城主。

## 生涯
福屋氏は石見の国人。益田氏一門の御神本氏の庶流で、御神本兼広が石見那賀郡福屋に移住して、その在地名を姓として福屋を名乗った。
独自性を持つ国人領主であったが、隆兼の頃は尼子氏に従属していた。天文9年（1540年）の尼子詮久の吉田郡山攻めに敗北した事を契機に大内氏へ従属する。天文10年（1541年）、隆兼は石見松山城の松山氏を攻め滅ぼす。そして大内氏が陶隆房の謀反（大寧寺の変）によって実質的に滅亡すると毛利氏に従う。天文24年（1555年）には毛利氏の永安氏攻めに従って戦功を上げ、加増されるなど勢力を拡大した。
永禄2年（1559年）の毛利氏による石見国人・小笠原長雄攻めに従軍して長雄を降伏させた。しかし隆兼は代替地を与えられるとはいえ、降伏した石見小笠原氏に福屋氏旧領の井田・波積が宛てがわれる事への不満を募らせた。
その不満により永禄4年（1561年）7月に毛利氏を離反して尼子氏に従属。尼子義久の勧告を無視して道僧の和解斡旋にも応じず、毛利氏と対抗していたため、雲芸和議成立後における実務交渉上の難問となっていたが、毛利氏は道僧在国中を利用して永禄5年（1562年）2月に隆兼を攻撃をする事となる。毛利軍によって松山城が落城。主力が本明城に迫るに及び、隆兼は尼子氏を頼って逃亡した。
出雲国に逃れたものの、尼子氏にとって福屋氏の存在は毛利氏との和平を乱すものでしかなく、結局出雲からも退去して、大和国の松永久秀に従ったとされる。尼子再興軍にも加わったとされ、尼子再興軍壊滅後も子・彦太郎らは織田軍に従軍し、隆兼は愛宕百韻直後の明智光秀に書状を送って、支援を求めている。以降の動向は定かではなく、阿波国の蜂須賀家政に仕えたともされる。
子孫は長州藩、岩国藩、徳島藩に仕えて幕末を迎えている。